# Nacarina neotropica
Nacarina neotropica är en insektsart som först beskrevs av Navás 1913.  Nacarina neotropica ingår i släktet Nacarina och familjen guldögonsländor. Inga underarter finns listade i Catalogue of Life.